# برنارد روبنسون (كرة سلة)
برنارد روبنسون (بالإنجليزية: Bernard Robinson)‏ مواليد 26 ديسمبر 1980 في واشنطن العاصمة، هو لاعب كرة سلة أمريكي بدأ مسيرته الاحترافية في سنة 2004. تم اختياره من قبل فريق شارلوت هورنتس خلال الدرافت. يبلغ طوله 6 قدم 6 بوصة (2.0 م). اعتزل اللعب في 2013.

## المسيرة الاحترافية
لعب مع شارلوت هورنتس من سنة 2004 إلى 2007، ثم لعب مع بروكلين نتس في سنة 2007، ثم لعب مع كويمسا في موسم 2011–2012.

## روابط خارجية
- برنارد روبنسون على موقع إن بي أي (الإنجليزية)
- برنارد روبنسون على موقع سبورتس رفرنس (الإنجليزية)
- برنارد روبنسون على موقع كرة السلة الأوروبية.كوم (الإنجليزية)
- برنارد روبنسون على موقع كلية كرة السلة في سبورتس رفرنس.كوم (الإنجليزية)
- برنارد روبنسون على موقع ريلجم (الإنجليزية)
- برنارد روبنسون على موقع بروبوليرز (الإنجليزية)